# سرزاله
سرزاله (به ایتالیایی: Sersale) یک کومونه در ایتالیا است که در استان کاتانزارو واقع شده‌است. سرزاله ۵۳ کیلومتر مربع مساحت و ۴٬۷۰۱ نفر جمعیت دارد و ۷۴۰ متر بالاتر از سطح دریا واقع شده‌است.